# A-One
A-One, изначально Alternative One, впоследствии A-One Hip-Hop Music Channel — бывший российский музыкальный телеканал, вещавший с 1 августа 2005 по 31 мая 2016 года. Был основан как канал, продвигающий российский и зарубежный альтернативный рок. В первые годы канал вручал премию RAMP. В 2011 году радикально сменил музыкальную тематику, сделав ставку на хип-хоп. В 2016 году закрылся, и на его частоте начал вещать новый канал ТНТ Music. 
A-ONE транслировался через спутник ABS-2 (FTA), c платформы «Триколор ТВ», в сетях операторов кабельного ТВ и IP-TV, в сетях операторов мобильной связи, в OTT-платформах и Smart TV, а также в ТВ социальной сети [TVEVT]. Телеканал был представлен в пакетах 850 кабельных операторов в России.

## История телеканала

### Канал альтернативного рока
Телеканал основан весной 2005 года и носил название «Alternative One» (с 1 августа 2005 — A-One). Изначально телеканал был полностью посвящён альтернативной и рок-музыке (что изначально и было отражено в его названии), но с осени 2011 года в его эфире транслировались хип-хоп и популярная музыка. Эфирную концепцию, представленную зрителям в 2005—2006 годах, включавшую в себя логотип, музыкальный контент, жанровую направленность (альтернативная музыка) и визуальное оформление, разработали совместно Илья Углава, Дмитрий Кравцов и Сергей Иванчук. Первый главный режиссёр канала — Григорий Скоморовский.
Началом вещания A-One считается 1 августа 2005 года. С того же года канал работает в круглосуточном режиме.
В 2005—2010 годах телеканал являлся учредителем ежегодной премии RAMP (Russian Alternative Music Prize). Номинантами были как российские, так и зарубежные рок-исполнители, победители определялись по итогам зрительского голосования. На церемониях награждения в разные годы выступили Korn (2005), Stone Sour (2006), UNKLE и Marilyn Manson (2007), Klaxons (2008), Franz Ferdinand и Yoav (2009).
Оформление канала было номинировано на престижную телепремию ТЭФИ в номинации «Дизайн телевизионной программы/проекта».
C 2007 по июль 2011 года A-One представлял музыку, находившуюся вне формата других музыкальных телеканалов. Эфир наполнял как классический рок, так и хип-хоп или IDM.
6 июня 2009 года в 11:50 по московскому времени сигнал канала стал недоступен во многих точках России в связи с пожаром, возникшим на 261 АТС г. Москвы. В тот день на канале стоял стоп-кадр из клипа «Red Hot Chili Peppers — Give it away». Вследствие этого с 6 июня (с 18:00 по московскому времени) по 9 июня на A-One не было никаких передач и никакой рекламы, были только клипы в режиме нон-стоп (как стало известно, это был украинский телеканал A-One UA, по просьбе российских коллег украинскую рекламу временно убрали с эфира). Логотип канала был сдвинут немного левее, на плашках к клипам отсутствовал адрес сайта канала. 9 июня в 14:15 по московскому времени полноценное вещание телеканала «A-One» было восстановлено.
1 апреля 2011 года в музыкальных блоках в плашках некоторые иностранные названия песен и артистов переведены на русский язык, а во время музыкальных блоков внизу от логотипа была надпись «Эй-Уан». Кроме того, в этот же день был показан спецвыпуск A-One News, которые провели сотрудники канала. Такое было в рамках хит-парада «100 самых идиотских клипов», которые вышли в эфир 1 апреля 2009 года.

### Рэп-канал
15 сентября 2011 года генеральным продюсером телеканала был назначен Александр Толмацкий. Он сменил формат канала: «В соответствии с современными, актуальными тенденциями в культуре вообще и музыке в частности, вектор альтернативы смещается в сторону хип-хоп индустрии. Движение в этом направлении становится нашей общей и приоритетной задачей». В то же время канал был переименован на «A-ONE Hip-Hop Music Channel», где аббревиатура A-ONE перестала быть аббревиатурой, превратившись просто в логотип. В ноябре 2013 года он покинул телеканал.
Телеканал «A-One» являлся организатором концертов звёзд мировой сцены в Москве и Санкт-Петербурге, включая Linkin Park, Apocalyptica, Tricky, The Roots, Manu Chao, Faith No More и других.
Телеканал напрямую сотрудничал с такими компаниями-дистрибьюторами музыкального контента, как Universal, Sony Music, Warner/Nikitin, Gala/EMI, Soyuz и многими другими, что позволяло в кратчайшие сроки получать видеоновинки.
В октябре 2012 года A-ONE стал обладателем Национальной премии «Золотой Луч» как лучший российский музыкальный телеканал. В 2013 году A-ONE HIP-HOP MUSIC CHANNEL вышел в финал конкурса на получение международной премии The Eutelsat TV Awards. В 2010 и 2014 годах A-ONE — победитель в номинации «Музыкальный телеканал» на престижной премии «Большая Цифра».
С 2014 года телеканал запустил серию ночных вечеринок по всей стране A-ONE HYPE NIGHTS, на которых выступят самые актуальные западные и российские артисты. Первая вечеринка состоялась при участии Tyga (22 ноября 2014 г., Space Moscow).
В начале апреля 2016 года «Газпром-Медиа Холдинг» выкупил 49 % акций телеканала «A-One» у фирмы «Solaris Promo Production» Александра Карманова, которому изначально принадлежал весь пакет акций. После этого «Газпром-Медиа Холдинг» сразу же заявил о запуске на базе «A-One» нового музыкального телеканала под названием «ТНТ Music». Запуск телеканала под таким брендом состоялся 31 мая 2016 года в 16:00 МСК.

## Виджеи и ведущие разных лет
- VJ Юкля (Юлия Воронцова)
- VJ Hobbit (Сергей Кормилицын)
- VJ gleBASTA (Глеб Болелов)
- Дмитрий Кравцов
- Борис Болелов (ранее VJ Boris, VJ Борщ)
- VJ Карась (Коля Карасёв)
- Илья Буц
- Андрей Бочаров
- Алексей Карпов
- VJ Миххха
- VJ Chuck
- Юрий Грымов
- Рита Митрофанова
- Михаил Козырев
- VJ Чeн
- VJ Sova
- VJ Polly
- VJ Tashe
- VJ LesЯ
- VJ Лила
- VJ Beast
- VJ Tommy
- VJ Satyr
- Лёха Урбан Джус
- Тёма Урбан Джус
- VJ MaYa
- VJ Аметист
- VJ Vesna (Екатерина Бирюкова)
- VJ Silin
- VJ Jam (Dan Jamkinsun)
- VJ Oli
- VJ Alex
- VJ Bob
- VJ Bazu
- VJ Mary
- VJ Don
- VJ Rush
- VJ Dasha
- VJ Acid_Spark
- Игорь Гончаров
- Сергей Минаев
- VJ Guru
- VJ NZ
- Алексей Желтов
- Артем Сурков

## Программная политика

### Телепередачи
| Название                              | Ведущие                                                           | Описание | Примечания |
| ------------------------------------- | ----------------------------------------------------------------- | --- | --- |
| Virtual Selection                     | VJ Hobbit (Сержант ZedRot) Нюкля (VJ Юкля) Жан-Жак Доширак        | Новости компьютерно-игровой индустрии: обзоры последних релизов, тесты гаджетов и репортажи с кибер-турниров — смотрите в программе Virtual Selection! | |
| FunBox                                | Глеб Болелов, Алексей Чигрецкий, Егор Тарасов                     | Программа об экстриме, экстремальных видах спорта, а также музыке, и людях. Здесь собрано все самое интересное о культуре XXI века: спорт, брейк-данс, стрит-арт и граффити, новые тренды и музыка — все то, чем дышит современная молодежь.                                              | В эфире с 25 июня 2011 года вместо программы «Fiz-Ra»                                                                                                  |
| BIG NEWS                              | VJ Юкля                                                           | | |
|                                       |                                                                   | | |
| Музыкальная Кухня                     | VJ Чак                                                            | | |
|                                       |                                                                   | | |
| Hip-Hop News                          | Глеб Болелов, VJ Юкля                                             | Актуальные новости из мира хип-хоп музыки и не только | Программа выходит вместо A-One News |
| RAPINFO                               | Dino MC 47 и ST                                                   | Новости недели о хип-хопе. (сейчас не выходит) | Производство: «РИА Новости — Ты репортёр» Официальная страница                                                                                         |
| Напролом!                             | VJ Юкля                                                           | Музыкальный конкурс. | Спонсор: Sony Walkman |
| Очень горячее кино                    | Хоббит                                                            | Анонс свежих фильмов | Производство: A-One |
| 10 000 километров музыки              | VJ Юкля и VJ Карась                                               | Репортажи из разных городов России, посвящённые музыкальному проекту «ВечеGREENка в твоем городе» | |
| Best Of The Fests                     |                                                                   | Программа о крупных и авторитетных европейских музыкальных фестивалях | |
| Fiz-Ra                                | VJ glеBASTA (Глеб Болелов)                                        | Программа, посвящённая экстремальным видам спорта и прочим близлежащим явлениям альтернативной культуры: граффити, брейкдансу и пр. | Преемник: Fun Box |
| Red Bull Cliptomaniacs                | Глеб Болелов и Александр Соколай                                  | Показ лучших видеороликов экстремальных видов спорта из архива Red Bull | |
| Flash Night                           |                                                                   | | |
| Green Прорыв                          | VJ Sova                                                           | Видеоотчёт о поездке экспедиции «Green Прорыв» на фестиваль Burning Man 2010. | |
| Ekstrakt                              | VJ Jam (Dan Jamkinsun)                                            | Программа о современном искусстве | |
| Old School                            | Рита Митрофанова                                                  | В каждом выпуске программы ведущая выполняет заявки телезрителей. | |
| Urban Juice                           |                                                                   | Программа о поиске российских исполнительниц хип-хоп жанра. | |
| Urbana                                | VJ Чен                                                            | Программа о хип-хопе. В ней были представлены клипы различных хип-хоп исполнителей. А также самодельные клипы (рубрика ДСП — Делай Сам Продакшн). Кроме того, была импровизация MC с музыкантами (рубрика Feat) и школа Бит-Бокса с Вахтангом.                                            | |
| Биология                              | Шура и Лёва из группы «Би-2»                                      | | |
| Большая рыба                          | Юрий Грымов                                                       | Программа о кинематографе | Повторы — на канале «Парк развлечений» |
| День артиста                          | Алексей Карпов                                                    | | |
| Драгметаллы                           | Илья Буц                                                          | Программа о тяжёлой музыке. Самые тяжелые клипы, самые жесткие картинки, эксклюзивные интервью с металлистами, дайджест хэви-новостей и конкурс Мисс Метал. | |
| Игры идиотов                          | Игорь Гончаров и Сергей Минаев                                    | | |
| Кто здесь?                            | VJ Карась (Коля Карасёв) и VJ Mixxxa                              | | |
| Крутые тиражи                         | Алексей Карпов                                                    | Программа посвящена самым свежим и достойным релизам, а также новинкам музыкального рынка | |
| Лебединое О’ZERO                      | Андрей Бочаров                                                    | Программа об Интернете. К ведущему приходят известные гости. Они обсуждают свою жизнь в мире интернета, смотрят ролики и рассказывают много интересного и неожиданного. | |
| Матьеё.тв                             | VJ Ametist и VJ Весна                                             | Программа была пародией на рубрику «Метео-ТВ». В неё входили разные подразделы: «РегиОналка», «Глас народа», «Канальные новости» и т. д. После непродолжительного нахождения в эфире телеканала была снята с эфира.                                                                       | |
| Мир и Ной                             | Ной (VJ Chuck — голос за кадром)                                  | Анимационный сериал с участием Ноя и «мёртвых» знаменитостей. В программе транслировались анимационные музыкальные клипы. | |
| Мишанина                              | Михаил Козырев                                                    | | |
| На игре                               |                                                                   | | |
| Нах                                   | VJ Hobbit и VJ Sova                                               | Подборка худших клипов телеканала по итогам голосования (худшие клипы блокируются на 1, 2 и 3 недели). Рубрики: «Нах-Претенденты», «Возвращение из слива» и «Слив Нах». Программа также приобрела пародийный характер, в том числе пародии на музыкальные клипы от ведущих A-One.         | |
| Новости будущего                      | Елена Иванова                                                     | Новости мира высоких технологий. | |
| Огни RAMP’а                           | VJ Sova и VJ Chuck                                                | Дневник премии RAMP. | |
| Свежак                                | Дмитрий Кравцов / VJ Chuck / Борис Болелов                        | | Программа, которая представляла новинки эфира. Рубрики: «Взрыв из прошлого», «Шоу с переодеваниями» (пародийная рубрика).                              |
| Стена                                 | Вели программу почти все VJ телеканала A-One, в разные дни недели | Первая передача канала, идущая в прямом эфире. На нём были показаны 10 клипов дня по версии зрительского голосования, были новости, премьеры клипов, общение с гостями и голосование на тему дня.                                                                                         | |
| Страх-парад                           | VJ Hobbit, эпизодические роли — VJ Chuck                          | Подборка самых страшных клипов. | |
| Explay Chart                          |                                                                   | | |
| Halloween на A-One                    |                                                                   | | |
| Сотка года                            |                                                                   | | |
| Видеоблоги                            | VJ Polly                                                          | Программа о закулисных буднях артистов. | |
| 5 лучших клипов в жанре экшн          | Коул Макграт                                                      | Хит-парад клипов в жанре экшн, в котором самый необычный ведущий — главный герой серии игр inFamous | |
| Во!7                                  | VJ Tashe                                                          | 7 лучших клипов недели по версии зрителей A-One. | |
| 7 Своих                               | VJ Tashe                                                          | | |
| Парный прогон                         | VJ Юкля                                                           | Музыкальный проект, в основе идеи которого импровизация на одной сцене музыкального коллектива и специально приглашённого гостя. | Всего было снято 7 сезонов. Дальнейших съёмок больше не будет. Повторы — на канале «Парк развлечений»                                                  |
| Борис-Релиз                           | Борис Болелов                                                     | Программа, в которой не только показывают, но и рассказывают о самых интересных новинках эфира телеканала. При этом клипы могут быть как самым что ни на есть свежаком, так и творениями с выдержкой.                                                                                     | Ранее выходила отдельно, позже как рубрика в большом выпуске A-One News.                                                                               |
| Webнутые                              |                                                                   | Новости всемирной паутины. | Программа выходила в эфир в программе «A-One News» (как рубрика).                                                                                      |
| Канобувости                           | Борис Репетур (закадровый текст)                                  | Новости компьютерных игр за неделю. | |
| Страницы истории «Classic Rock»       |                                                                   | Совместный проект Телеканала «A-One» и журнала «Classic Rock». В течение программы зрители узнают о самых интересных событиях в мире музыки, произошедших в определённый день или в определённый год.                                                                                     | |
| Каталог «Rolling Stone»               |                                                                   | 10 лучших рок-клипов месяца по версии легендарного музыкального журнала. | |
| 5 клипов в тему от журнала «Ровесник» |                                                                   | 5 лучших рок-клипов месяца по версии журнала «Ровесник». | |
| Очень горячее кино                    | VJ Hobbit                                                         | Программа о кино | |
| Очень горячие игры                    | VJ Hobbit                                                         | Программа о видеоиграх | |
| Игровой Клан                          | VJ Hobbit                                                         | Программа о видеоиграх | |
| Живага                                | VJ Hobbit                                                         | Лучшие концертные выступления самых знаменитых рок-исполнителей. | |
| A-One News                            | VJ Юкля, VJ Коля Карасев                                          | Новости, интервью с музыкантами, репортажи с концертов и прочих культурных событий. | |
| Zвездо4ат                             | Борис Болелов                                                     | Часовой прямой эфир с первыми лицами российской музыки — музыкантами, критиками, шоуменами, телеведущими. Возможность задать свой вопрос звезде в реальном времени посредством интернета, телефонных звонков и Skype, а также подборка любимых клипов от каждого гостя и розыгрыш призов. | 26 октября 2011 состоялся последний выход программы Zвездо4ат с Александром Красовицким и Александром Заранкиным (музыканты Animal ДжаZ и Zero People) |
| Клип-тест                             |                                                                   | Программа, в которой представляется один отечественный клип. Зрители решали, оставить его в эфире или нет. | |

### Музыкальные блоки
- Electro
- Light
- Dark show
- Punk
- ВВС (Вообще Все Свои)
- Тихое утро
- Центр Тяжести
- Электрошок
- OLDыри
- Big Mixer
- Звездочас
- Свежак недели
- OLDыри — 90-е
- Большая пятница
- LODыри
- Классики жанра
- Lunch Time
- Рабочий полдник
- Stylo
- Громкое утро! / Гуттен Морген! / Утро на A-One / Wake Up
- Битва
- Топ 50
- «Only New» — самые горячие новинки в эфире телеканала.
- «Круче только яйца» — самое брутальное видео! Музыкальный экстрим на грани фола! Эти клипы не решаются ставить в эфир другие телеканалы, несмотря на миллионные просмотры в сети!
- «Chill-Out» — час красивой и спокойной музыки на ночь. Сними стресс, смотри Chill-Out!Воскресенье и четверг в 23:00 мск.
- «Mash Up» — подборка энергичной клубной музыки, самый модный танцпол в твоем телевизоре, планшете, телефоне и компьютере! Смотри и зажигай! Пятница и суббота в 22:00 мск.
- «Line Up» — самые актуальные клипы HIP-HOP и R’N’B исполнителей, лучшие хиты музыкального мейнстрима! Зарубежные и российские артисты, звезды мирового масштаба и новые имена!
- «Wake Up» — начни день вместе с нами под энергичную музыку! Ярко, Бодро, Позитивно! Раскачаем всю страну! Ежедневно с 6 до 9 утра мск.
- «HIP-HOP.RU» — это хип-хоп по-русски! Здесь собраны жесткие и честные работы известных русскоязычных хип-хоп исполнителей, а также клипы молодых перспективных артистов. Ежедневно с понедельника по четверг в 01:00 мск.

### Хит-парады
- Звёздная тройка
- Есть тема!
- Британская десятка
- Бюст-парад
- «A-One Hip Hop Top 20» — главный хит-парад телеканала A-ONE! Только самые горячие хиты от модных групп и любимых артистов. Премьера — суббота, 19:00
- «Urban Hits Top 10» — модный саунд, музыка без границ. Хит-парад самых актуальных течений в музыке. Премьера — суббота, 21:00 мск.
- «Все свои» — русский чарт русского хип-хопа. Хит-парад самых громких русскоязычных хип-хоп хитов. Премьера — суббота, 15:00 мск.
- «Dance Hits Top 10» — десятка лучших танцевальных клипов недели. Музыка самых модных клубов планеты. Премьера — суббота, 18:00 мск.

### Концерты
- Монстры музыкального мейнстрима. Видеоверсия.
- Каста (2 января 2013 года)
- Jay-Z & Linkin Park (3 января 2013 года)
- CENTR (4 января 2013 года)
- The Roots (6 января 2013 года)
- 25/17 (4-5 апреля 2015 года)

### Соревнования
- Финал чемпионата по брейкдансу Red Bull BC One-2012

### Отменённые программы
- «Генетика». Планировалась ведущей программы — Ульяна Елина.
- «Сидим, культурно отдыхаем». Планировался ведущим программы — Дмитрий «Сид» Спирин.

## Вещание
Вещание телеканала осуществлялось на спутниковых платформах Триколор ТВ, Радуга ТВ, Акадо-Телеком, МТС, ДОМ.RU, ТКТ (Ростелеком), Билайн, OnLime, NETBYNET, Смотрёшка.